# Clomifene
Clomifene, hay còn được gọi là clomiphene, là một loại thuốc được sử dụng để điều trị vô sinh ở phụ nữ do không rụng trứng. Chúng ngoài ra cũng được sử dụng ở những người có hội chứng buồng trứng đa nang. Sử dụng thuốc cũng làm tăng cơ hội đẻ ra các cặp song sinh. Thuốc được dùng qua đường uống một lần mỗi ngày.
Tác dụng phụ thường gặp bao gồm đau vùng chậu và cơ thẻ nóng bừng. Các tác dụng phụ khác có thể có như những thay đổi về thị lực, nôn mửa, khó ngủ, ung thư buồng trứng và co giật. Chúng không được khuyến cáo sử dụng ở những người bị bệnh gan hoặc những người đang mang thai. Clomife được xếp vào nhóm thuốc điều chế thụ thể estrogen đặc hiệu (SERM). Cơ chế hoạt động của chúng là kích thích giải phóng hormone GnRH bởi vùng dưới đồi, và nhờ vậy kích thích giải phóng gonadotropin từ thùy trước tuyến yên.
Clomifene đã được phê duyệt để sử dụng y tế tại Hoa Kỳ vào năm 1967. Nó nằm trong danh sách các thuốc thiết yếu của Tổ chức Y tế Thế giới, tức là nhóm các loại thuốc hiệu quả và an toàn nhất cần thiết trong một hệ thống y tế. Clomifene  có sẵn dưới dạng thuốc gốc. Chi phí bán buôn ở các nước đang phát triển là khoảng 0,79 đến 2,00 USD cho một đợt điều trị. Tại Hoa Kỳ, chi phí bán buôn cho một đợt điều trị là khoảng 4.80 USD. Việc phổ biến hormone này đã mở ra thời đại của công nghệ hỗ trợ sinh sản.